# Łukasz Szczurek
Łukasz Szczurek (* 1. April 1988 in Sanok) ist ein polnischer Biathlet.
Łukasz Szczurek, Sportsoldat aus Iwonicz-Zdrój, startet für BKS UP Koscielisko und wird von Roman Bondaruk trainiert. Er war ein sehr erfolgreicher Juniorensportler. Bei der Juniorenweltmeisterschaft 2004 in Haute-Maurienne belegte er noch Platz 66 im Sprint, ein Jahr später verpasste er als Vierter im Einzel eine Medaille nur noch knapp. Zudem wurde er Fünfter im Sprint und 16. der Verfolgung. Noch besser verliefen die Welttitelkämpfe der Junioren für den Polen 2006 in Presque Isle. Nach einem 12. Platz im Sprint konnte er sich in der Verfolgung auf Rang acht verbessern und im Einzel die Silbermedaille hinter dem Norweger Tarjei Bø gewinnen. 2007 gewann er den Titel im Einzel bei den Wettkämpfen von Martell. Im Sommer startete Szczurek bei den Sommerbiathlon-Weltmeisterschaften 2007 in Otepää. Dort wurde er Achter im Sprint bei den Crosslauf-Wettbewerben und Sechster im Sprint sowie Zehnter der Verfolgung im Wettbewerb mit den Skirollern. Keine nennenswerten Ergebnisse brachten die Junioren-Weltmeisterschaften 2008 in Ruhpolding. Das beste Ergebnis im Europacup der Junioren ist bislang ein dritter Rang im Sprint, erreicht 2008 in Cesana San Sicario.
Bei den Erwachsenen debütierte Szczurek im Rahmen der Biathlon-Weltmeisterschaften 2008, als er in Östersund im Staffelrennen eingesetzt wurde und 17. wurde. Zum Beginn der Saison 2008/09 gab er zunächst als 54. im Sprint von Idre sein Debüt im IBU-Cup, wenig später folgte der erste Einsatz im Biathlon-Weltcup. Im Einzel von Östersund lief der Pole auf den 94. Platz. In Vancouver verbesserte er sich bei einem Sprintrennen bis auf Rang 74. In Pyeongchang konnte Szczurek zum zweiten Mal an den Biathlon-Weltmeisterschaften 2009 teilnehmen und kam erneut nur im Staffelrennen zum Einsatz und lief mit der Vertretung Polens auf den 17. Rang. In der Saison 2009/2010 gewann Łukasz Szczurek in Einzelrennen von Antholz als 28. erstmals Punkte im Weltcup. Bei den Olympischen Winterspielen 2010 von Vancouver konnte er 59. des Einzels und 85. im Sprint werden.

## Biathlon-Weltcup-Platzierungen
Die Tabelle zeigt alle Platzierungen (je nach Austragungsjahr einschließlich Olympische Spiele und Weltmeisterschaften).
- 1.–3. Platz: Anzahl der Podiumsplatzierungen
- Top 10: Anzahl der Platzierungen unter den ersten zehn (einschließlich Podium)
- Punkteränge: Anzahl der Platzierungen innerhalb der Punkteränge (einschließlich Podium und Top 10)
- Starts: Anzahl gelaufener Rennen in der jeweiligen Disziplin

| Platzierung              | Einzel | Sprint | Verfolgung | Massenstart | Staffel | Gesamt |
| ------------------------ | ------ | ------ | ---------- | ----------- | ------- | ------ |
| 1. Platz                 |        |        |            |             |         |        |
| 2. Platz                 |        |        |            |             |         |        |
| 3. Platz                 |        |        |            |             |         |        |
| Top 10                   |        |        |            |             | 3       | 3      |
| Punkteränge              | 4      |        |            |             | 71      | 75     |
| Starts                   | 35     | 88     | 10         |             | 73      | 206    |
| Stand: 31. Dezember 2021 |        |        |            |             |         |        |